# Krótkonogie
Krótkonogie, jerzykowe (Apodiformes) – rząd ptaków z podgromady ptaków nowoczesnych Neornithes. 

## Zasięg występowania
Rząd obejmuje gatunki zamieszkujące różne biotopy, występujące na całym świecie poza Antarktydą i Nową Zelandią. 

## Charakterystyka
Ptaki te charakteryzują się następującymi cechami:
- drobne, 6 do 30 cm długości
- doskonale latają, szybkie i bardzo zwrotne
- bardzo słabe nogi, nienadające się do chodzenia po ziemi
- długie skrzydła z bardzo długimi lotkami pierwszorzędowymi
- składają 1 do 6 białych jaj w lęgu
- wysiaduje je samica lub oboje rodziców
- gniazdowniki
- młode wykluwają się ślepe i nagie lub pokryte skąpym puchem
- w gnieździe przebywają do momentu nabycia umiejętności latania
- gatunki zamieszkujące strefę międzyzwrotnikową osiadłe, a gniazdujące w wyższych szerokościach geograficznych wędrowne. W klimacie umiarkowanym przebywają krótko.
- mogą zapaść na noc lub kilka dni w stan odrętwienia, dzięki któremu oszczędzają energię
- niektóre posiadają zdolność echolokacji
- odżywiają się owadami lub pokarmem mieszanym.

## Systematyka
Do rzędu należą następujące rodziny:
- Hemiprocnidae Streubel, 1848[a] – czubiki
- Apodidae Olphe-Galliard, 1887 – jerzykowate
- Trochilidae Vigors, 1825 – kolibrowate